# Nakayama-dera

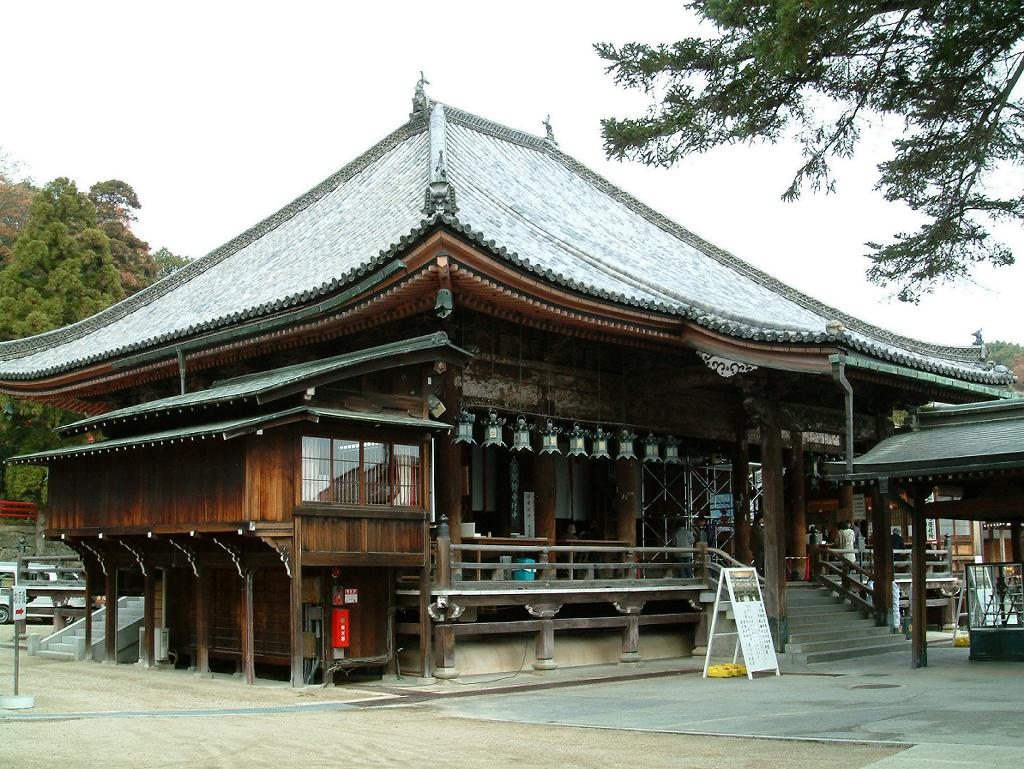
Haupthalle

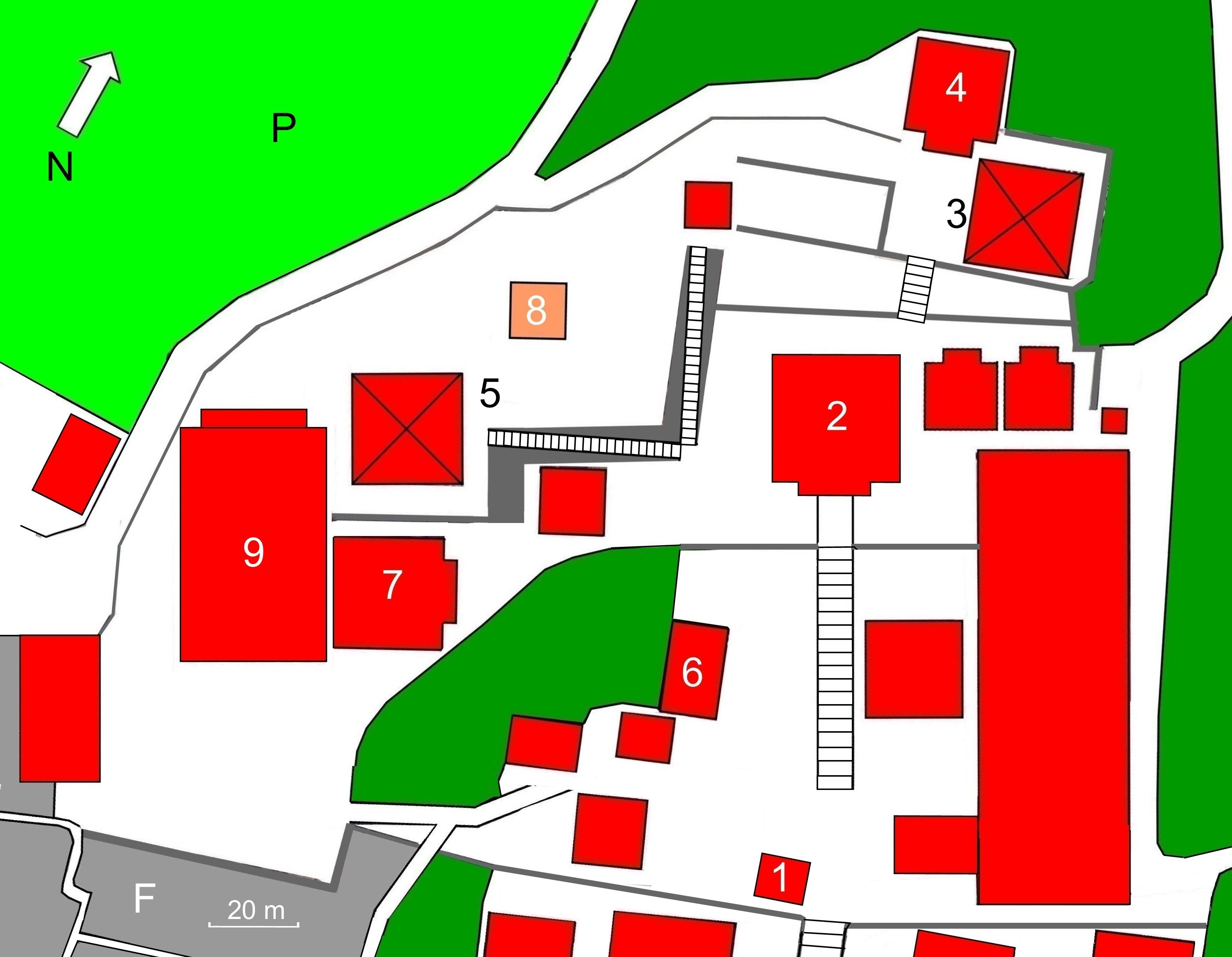
Plan des Tempels (s. Text)

Der Nakayama-dera (japanisch 中山寺), mit dem Bergnamen Shiun-san (紫雲山) ist ein Tempel des Nakayama-Zweigs der Shingon-Richtung des Buddhismus. Der Tempel befindet sich im gleichnamigen Ortsteil Nakayamadera der Stadt Takarazuka in der Präfektur Hyōgo, Japan. Er ist in der traditionellen Zählung der 24. Tempel des Saigoku-Pilgerwegs.

## Geschichte
Der Überlieferung nach wurde der Tempel von Prinz Shōtoku erbaut, und zwar in der Nähe des heutigen Oku-no-in (奥の院). Während der Jūei-Ära (1182–1184) erlitt der Tempel Kriegsschäden, während der Auseinandersetzungen mit dem Daimyō Araki Murashige (1578–1579) brannte er vollständig ab. Der gegenwärtige Tempel wurde auf Anweisung von Toyotomi Hideyoshi vom Feldherrn Katagiri Katsumoto (1556–1615) errichtet.

## Die Anlage
Man betritt die weitläufige Tempelanlage durch das „Große Tor“ (大門 Daimon) am Fuße der des Abhanges. Es ist 1646 als zweistöckiges Tor (二重門 Nijū-mon) errichtet und als Kulturgut der Präfektur registriert. Dann steigt man den Weg hoch zwischen den Untertempeln – links Sōji-in (総持院), Hōzō-in (宝蔵院), Kannon-in (観音院), rechts Kesō-in (華蔵院) und Seijū-in (成就院) – und gelangt über eine kurze Treppe zum eigentlichen Tempelbereich. Zur Linken steht der Glockenturm (鐘楼 Shōrō; 1 im Plan), voraus gelangt man über eine lange Treppe, von der man links die „Goma-Halle“ (護摩堂 Goma-dō; 6) sieht, zur Haupthalle (本堂 Hondō; 2).
Hinter der Haupthalle führt eine kleine Treppe zur „Fünfstöckigen Pagode“ (五重塔 Gojū-no-tō; 3) und zur Halle, die dem Tempelgründer gewidmet ist, zur Daishi-dō (大師堂; 4). Weiter links erhebt sich die große Schatzpagode, hier „Pagode der großen Bitte“ (大願塔 Daigan-tō; 6) genannt. Hinter ihr steht ein kleiner Schrein, der Chinju-sha (鎮守社; 8), also ein Schrein, der dem Schutzgott der heiligen Stätte gewidmet ist. Unterhalb der Pagode befindet sich die „Amida-Halle“ (阿弥陀堂; 7).
Eine Besonderheit auf dem Tempelgelände zwischen dem „Pilgerhaus“ (信徒会館 Shinto kaikan; 9) und der Haupthalle ist der Hakuchōzuka-Kofun (白鳥塚古墳) der als Geschichtsgut der Präfektur registriert ist. Man gelangt durch einen Seiteneinstieg in die Grabkammer, die mit einer Länge von 15,2 überaus groß ist. Im Eingangsbereich befindet sich eine hausförmige „Steinerne Lade“ (石の櫃 Ishi no Karato).
Im Westen der Tempelanlage schließt sich ein großer Pflaumenbaum-Hain (梅林 Bairin; P) an den Tempel an. Weiter im Westen, zu Fuß etwa 50 Minuten entfernt, findet man das in Rot gehaltene Oku-no-in, also das „hintere Tempelgebäude“ in den Bergen. Im Südwesten schließt sich ein ausgedehnter Friedhof (F) an.

## Tempelschätze
Die Hauptkultfigur in der Haupthalle, eine elfgesichtige Kannon (木造千手観音菩薩立像 Mokuzō senju Kannon bosatsu ritsuzō) aus der mittleren Heian-Zeit, ist als Wichtiges Kulturgut Japans registriert. Die flankierenden elfgesichtigen Kannon-Skulpturen werden der Unkei-Schule der Kamakura-Zeit zugeordnet und sind als Kulturgut der Präfektur registriert.
Im zweistöckigen Pilgerhaus sind in einem Ausstellungsraum weitere Skulpturen zu sehen, darunter ein sitzender Yakushi Nyorai (木造薬師如来坐像 Mokuzō Yakushi nyorai zazō) und ein sitzender Dainichi Nyorai (木造大日如来坐像 Mokuzō Dainichi nyorai zazō) aus der späten Heian-Zeit und ein sitzender Prinz Shōtoku (木造聖太子徳坐像 Mokuzō Shōtoku taishi zazō) aus der Momoyama-Zeit. Alle drei hölzernen Skulpturen sind Wichtiges Kulturgut Japans. Der Raum ist im Frühling und Herbst für Besucher zugänglich.

## Bilder

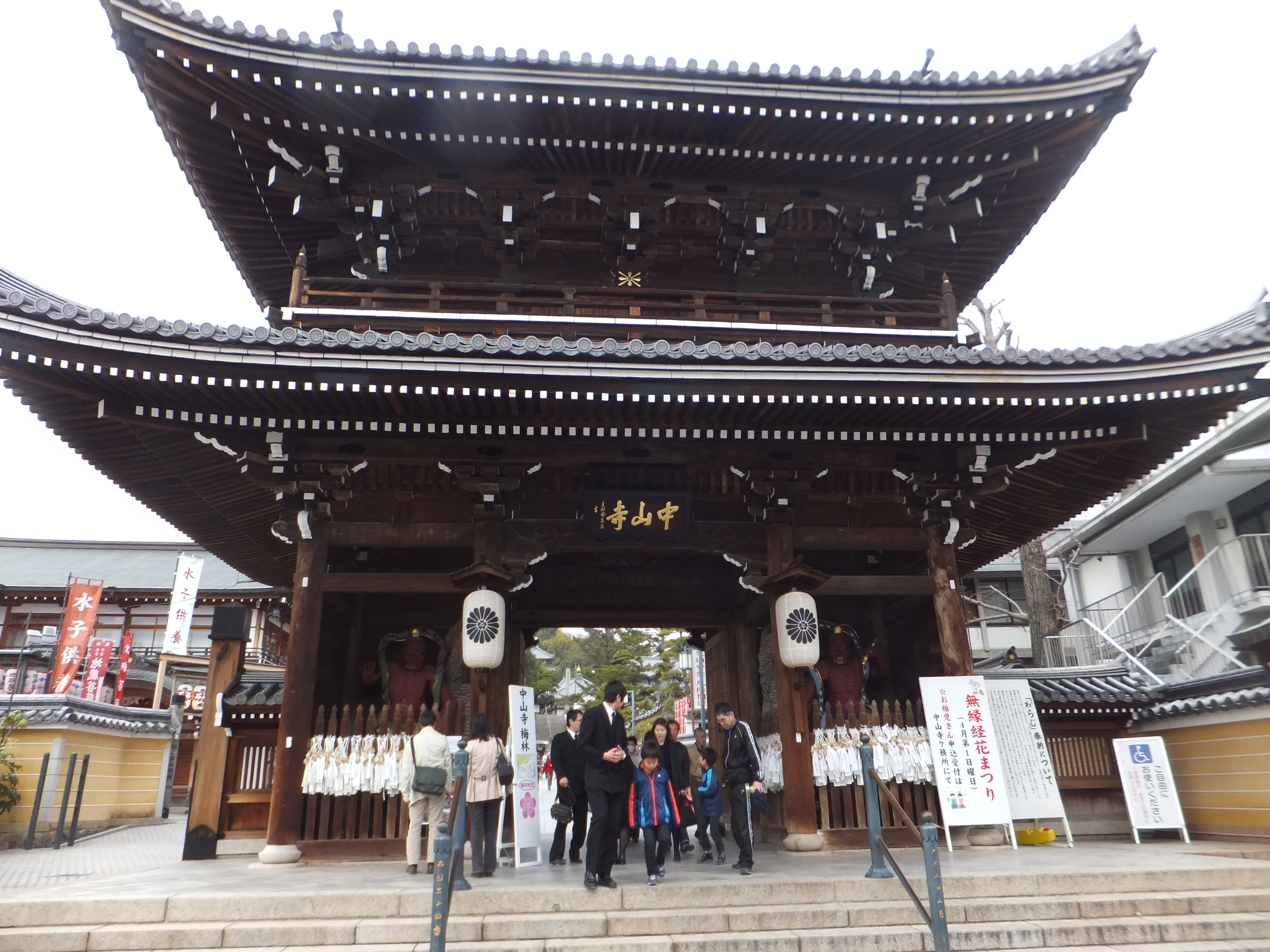
Tempeltor
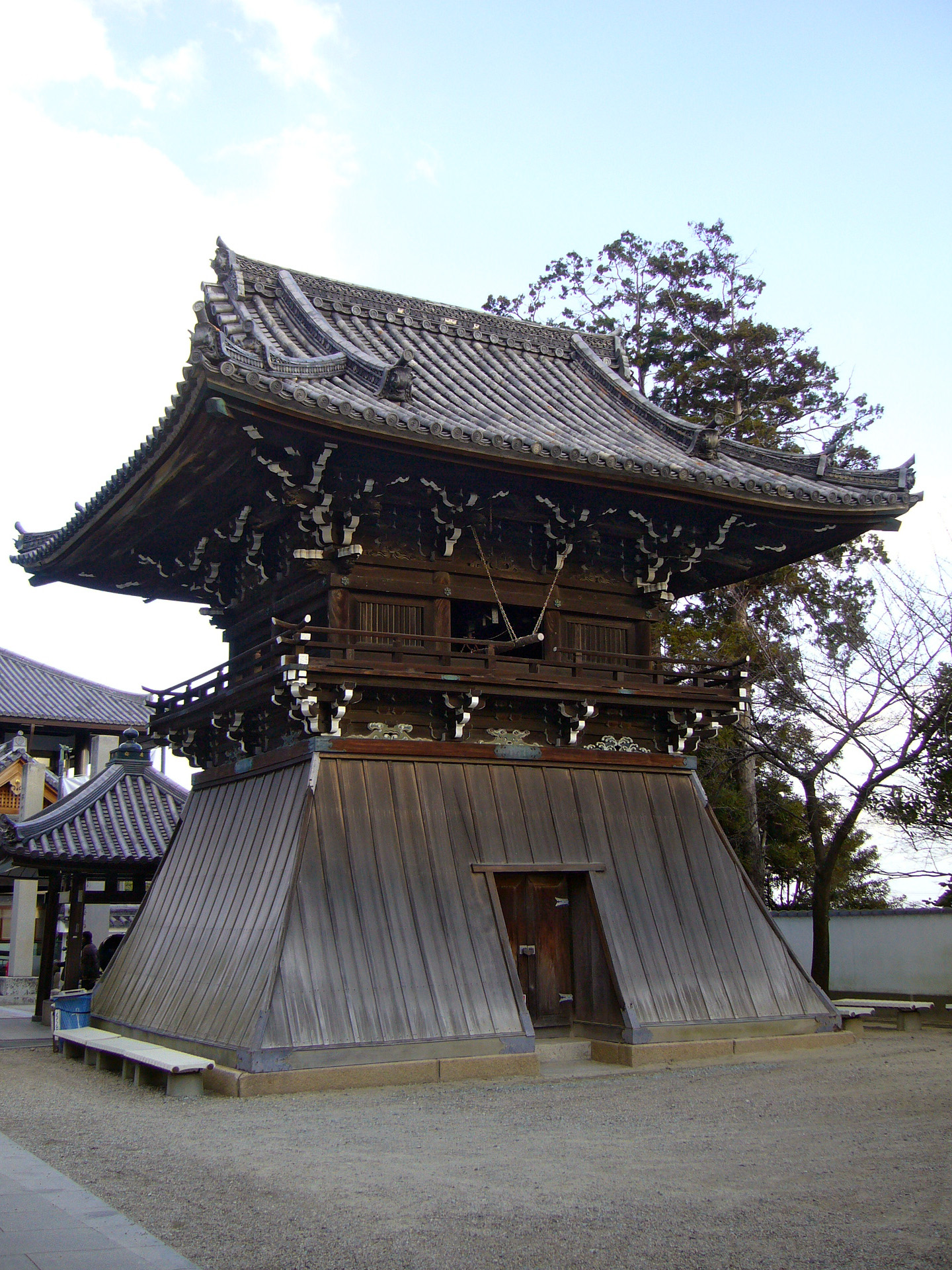
Glockenturm
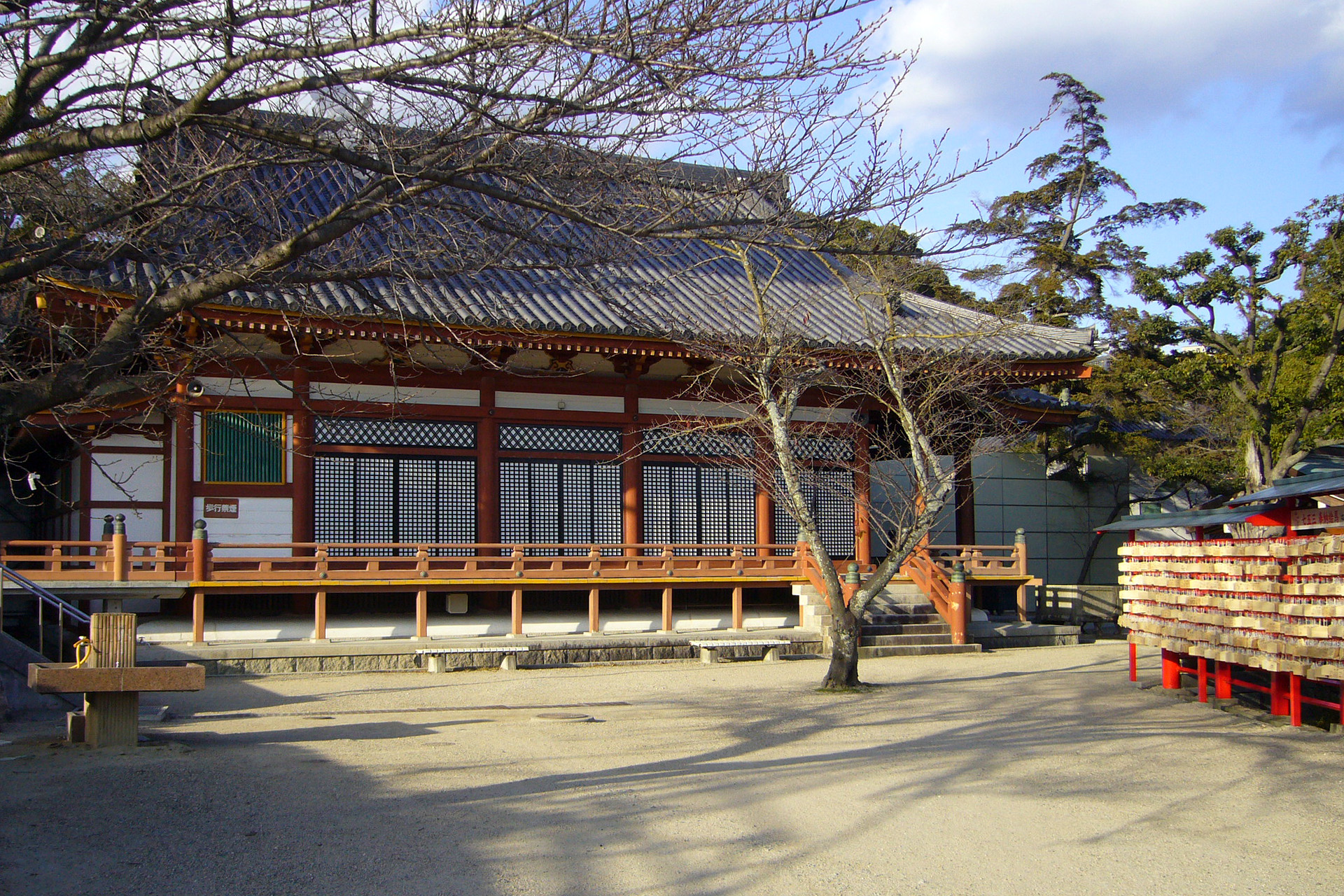
Amida-dō
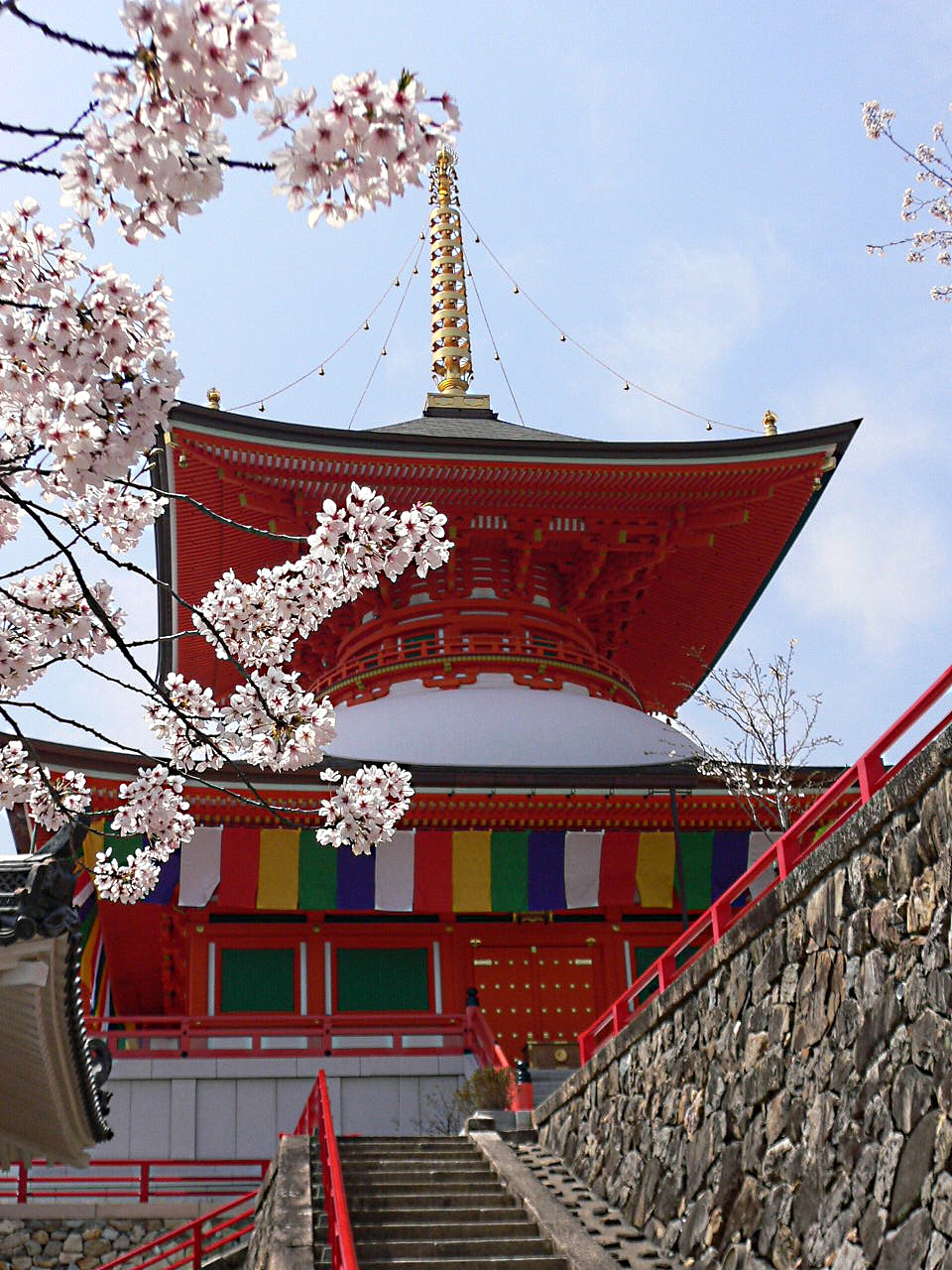
Schatzpagode
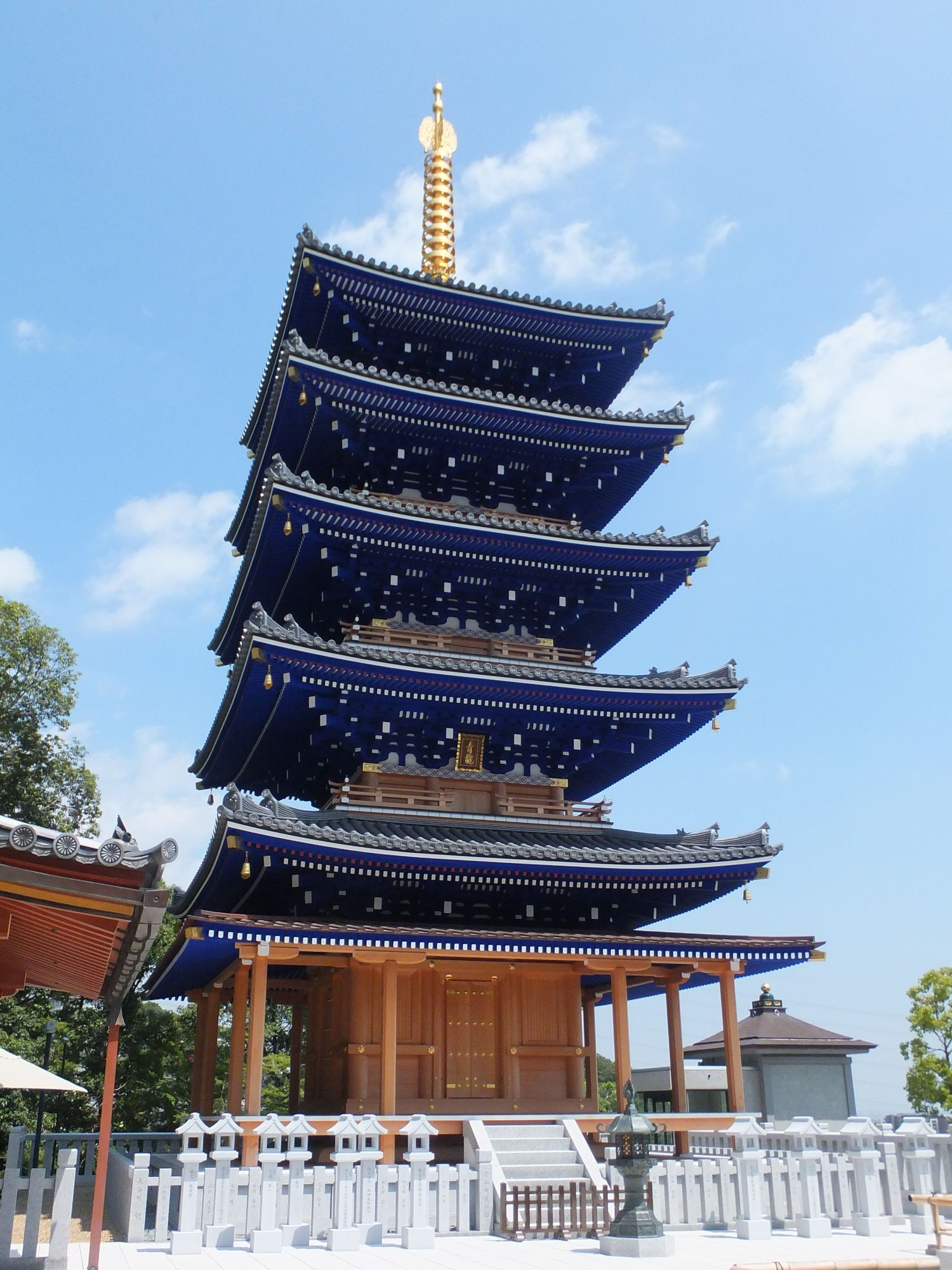
Pagode
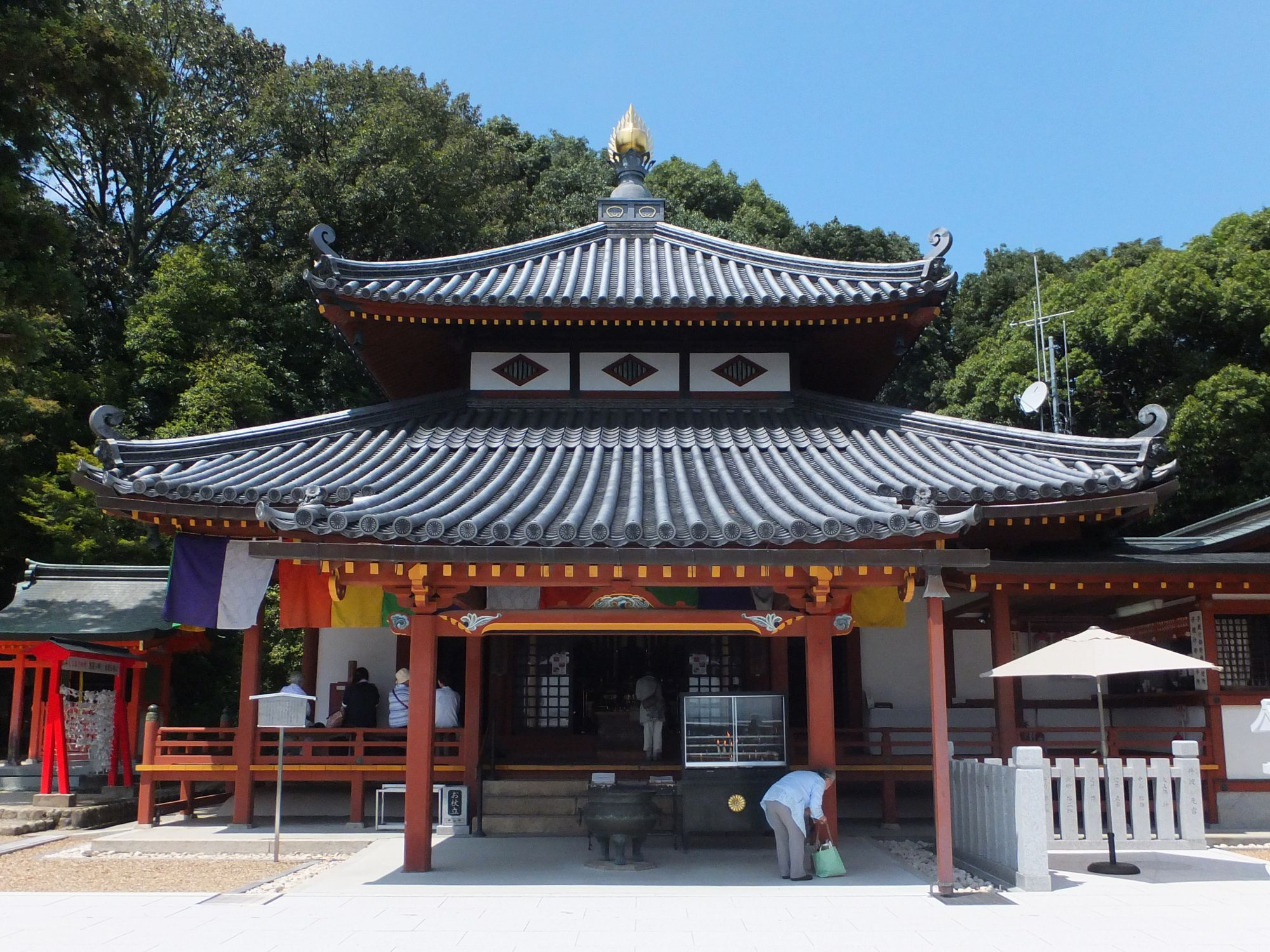
Taishi-dō
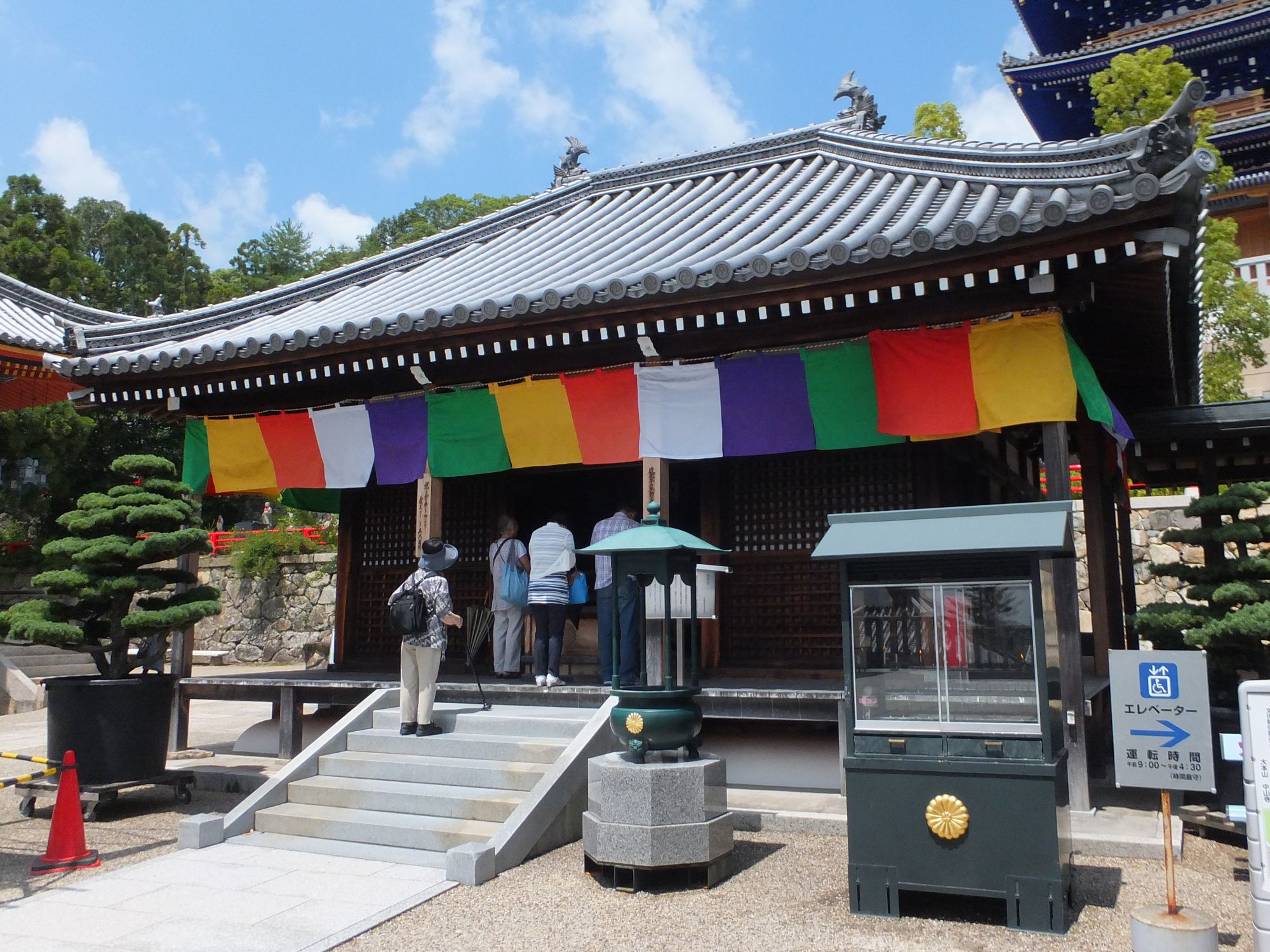
Gama-dō
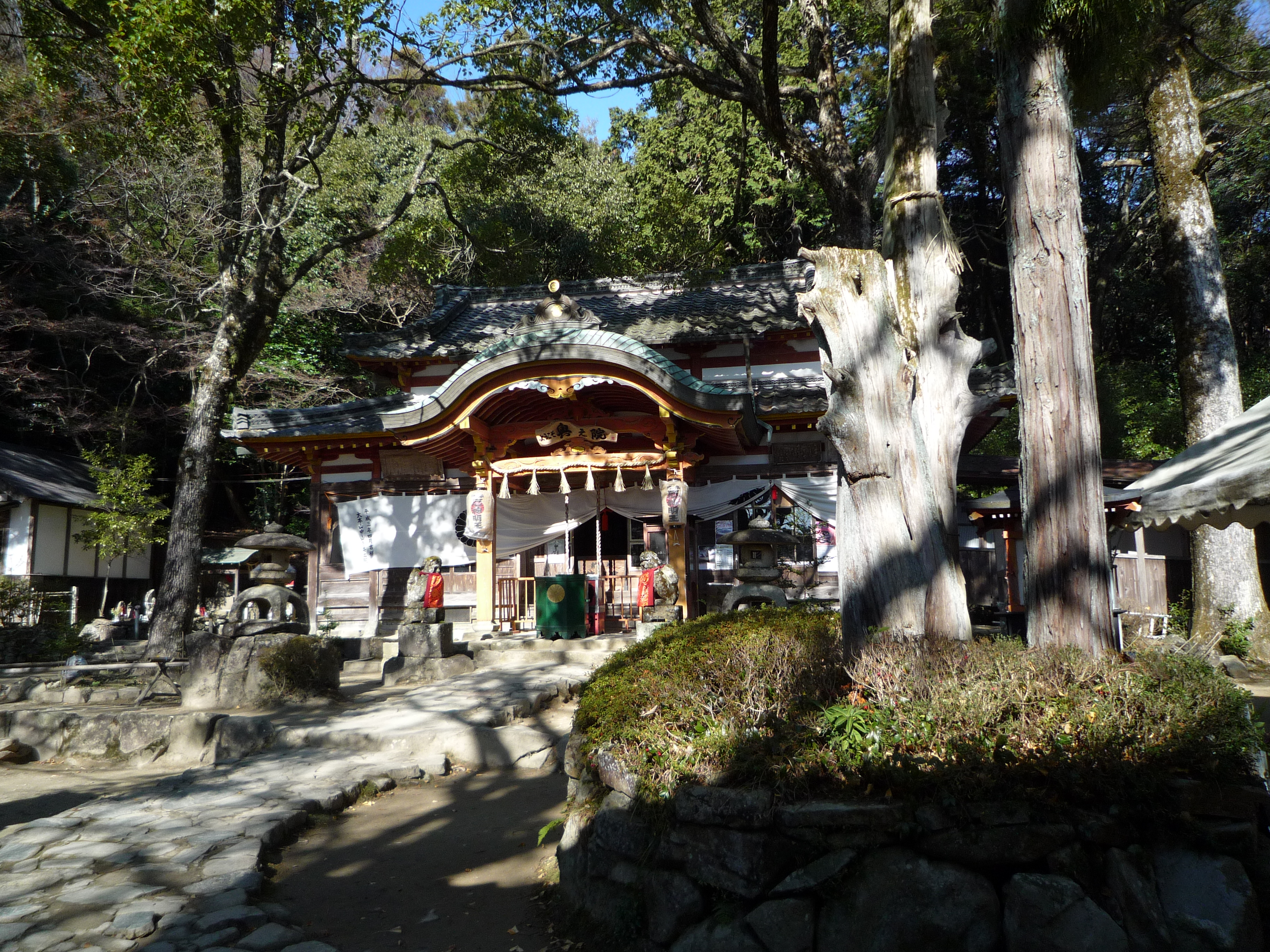
Oku-no-in